# بوب وود (سياسي كندي)
بوب وود هو محامي وسياسي كندي، ولد في 10 أكتوبر 1949 في لندن في كندا. حزبياً، نشط في حزب أونتاريو المحافظ التقدمي. وقد انتخب عضو برلمان مقاطعة أونتاريو.